# Leurus discus
Leurus discus là một loài tò vò trong họ Ichneumonidae.